# Oophila amblystomatis
Espèce
Oophila amblystomatis est une espèce d’algues vertes de la famille des Chlorococcaceae. 

## Symbiose avec la Salamandre maculée
Cette espèce et une espèce de salamandre, la Salamandre maculée, ont fait l’objet d'une étude par l’université canadienne d’Halifax qui met en lumière une symbiose entre le monde végétal et le monde animal. En effet, l’algue verte Oophila amblystomatis colonise les embryons de salamandre et permet des échanges oxygène/azote qui contribuent à améliorer la croissance des embryons. 
Ce qui rend unique l’endosymbiose avec la Salamandre maculée, c’est que cette dernière est un vertébré. Les vertébrés possèdent un système immunitaire qui élimine généralement tous corps étrangers. Pour déjouer cette barrière, Oophila amblystomatis s'introduit dans l'embryon de la Salamandre maculée avant que le système immunitaire de celle-ci ne soit mis en place. Des traces d’Oophila amblystomatis ont été détectées dans le système reproducteur de la salamandre et dans les œufs à des stades très précoces.